# Liste des monuments historiques de la Gironde
Cet article recense les monuments historiques de la Gironde, en France.
- Pour les monuments historiques de la commune de Bordeaux, voir la liste des monuments historiques de Bordeaux ;
- Pour les monuments historiques de la commune de Saint-Émilion, voir la liste des monuments historiques de Saint-Émilion.

## Statistiques
Au 21 juillet 2025, la Gironde compte 1 088 édifices comportant au moins une protection au titre des monuments historiques, dont 261 sont classés et 886 sont inscrits. Le total des monuments classés et inscrits est supérieur au nombre total de monuments protégés car plusieurs d'entre eux sont à la fois classés et inscrits.
Le château de Sales est situé à la fois sur Lalande-de-Pomerol et Libourne ; le moulin de Loubens sur Landerrouet-sur-Ségur et Loubens ; le moulin de Noès sur Mérignac et Pessac.
Le casino mauresque d'Arcachon, inscrit en 1975, a été incendié en 1977 et rasé depuis. Le décor intérieur du cinéma Rex de Bordeaux a été inscrit en 1976, peu avant la démolition de l'édifice ; le décor a été conservé.
Le graphique suivant résume le nombre de premières protections par décennie (ou par année avant 1880) :

## Tableaux détaillés
- Par ville : 
  - Liste des monuments historiques de Bordeaux
  - Liste des monuments historiques de Saint-Émilion.

- Par arrondissement :
  - Liste des monuments historiques de l'arrondissement d'Arcachon
  - Liste des monuments historiques de l'arrondissement de Blaye
  - Liste des monuments historiques de l'arrondissement de Bordeaux
  - Liste des monuments historiques de l'arrondissement de Langon
  - Liste des monuments historiques de l'arrondissement de Lesparre-Médoc
  - Liste des monuments historiques de l'arrondissement de Libourne

La liste suivante permet de trouver l'article correspondant à une commune spécifique (pour autant qu'elle possède au moins une protection) :
| Commune                       | Liste d'arrondissement |
| ----------------------------- | ---------------------- |
| Abzac                         | Libourne               |
| Aillas                        | Langon                 |
| Ambarès-et-Lagrave            | Bordeaux               |
| Ambès                         | Bordeaux               |
| Andernos-les-Bains            | Arcachon               |
| Arbis                         | Langon                 |
| Arcachon                      | Arcachon               |
| Arès                          | Arcachon               |
| Arsac                         | Lesparre               |
| Les Artigues-de-Lussac        | Libourne               |
| Artigues-près-Bordeaux        | Bordeaux               |
| Aubie-et-Espessas             | Blaye                  |
| Audenge                       | Arcachon               |
| Auros                         | Langon                 |
| Avensan                       | Lesparre               |
| Bagas                         | Langon                 |
| Baigneaux                     | Langon                 |
| Baron                         | Libourne               |
| Barsac                        | Langon                 |
| Bassens                       | Bordeaux               |
| Baurech                       | Bordeaux               |
| Bayon-sur-Gironde             | Blaye                  |
| Bazas                         | Langon                 |
| Beautiran                     | Bordeaux               |
| Bégadan                       | Lesparre               |
| Bègles                        | Bordeaux               |
| Belin-Béliet                  | Arcachon               |
| Bellebat                      | Langon                 |
| Bellefond                     | Langon                 |
| Belvès-de-Castillon           | Libourne               |
| Bernos-Beaulac                | Langon                 |
| Berson                        | Blaye                  |
| Birac                         | Langon                 |
| Blaignac                      | Langon                 |
| Blanquefort                   | Bordeaux               |
| Blasimon                      | Langon                 |
| Blaye                         | Blaye                  |
| Blésignac                     | Bordeaux               |
| Bommes                        | Langon                 |
| Bonzac                        | Libourne               |
| Bossugan                      | Libourne               |
| Bouliac                       | Bordeaux               |
| Bourg                         | Blaye                  |
| Le Bouscat                    | Bordeaux               |
| Branne                        | Libourne               |
| La Brède                      | Bordeaux               |
| Brouqueyran                   | Langon                 |
| Bruges                        | Bordeaux               |
| Budos                         | Langon                 |
| Cadarsac                      | Libourne               |
| Cadaujac                      | Bordeaux               |
| Cadillac                      | Langon                 |
| Camarsac                      | Bordeaux               |
| Cambes                        | Bordeaux               |
| Camblanes-et-Meynac           | Bordeaux               |
| Camiran                       | Langon                 |
| Cantenac                      | Lesparre               |
| Cardan                        | Langon                 |
| Cars                          | Blaye                  |
| Cartelègue                    | Blaye                  |
| Casseuil                      | Langon                 |
| Castelviel                    | Langon                 |
| Castets-en-Dorthe             | Langon                 |
| Castillon-de-Castets          | Langon                 |
| Castillon-la-Bataille         | Libourne               |
| Castres-Gironde               | Bordeaux               |
| Cénac                         | Bordeaux               |
| Cérons                        | Langon                 |
| Cessac                        | Langon                 |
| Cestas                        | Bordeaux               |
| Cissac-Médoc                  | Lesparre               |
| Civrac-en-Médoc               | Lesparre               |
| Civrac-sur-Dordogne           | Libourne               |
| Cleyrac                       | Langon                 |
| Coimères                      | Langon                 |
| Coirac                        | Langon                 |
| Coubeyrac                     | Libourne               |
| Courpiac                      | Langon                 |
| Coutras                       | Libourne               |
| Coutures                      | Langon                 |
| Créon                         | Bordeaux               |
| Cubnezais                     | Blaye                  |
| Cubzac-les-Ponts              | Blaye                  |
| Cudos                         | Langon                 |
| Cussac-Fort-Médoc             | Lesparre               |
| Daignac                       | Libourne               |
| Daubèze                       | Langon                 |
| Dieulivol                     | Langon                 |
| Donnezac                      | Blaye                  |
| Doulezon                      | Libourne               |
| Escaudes                      | Langon                 |
| Espiet                        | Libourne               |
| Les Esseintes                 | Langon                 |
| Eynesse                       | Libourne               |
| Eysines                       | Bordeaux               |
| Faleyras                      | Langon                 |
| Fargues                       | Langon                 |
| Fargues-Saint-Hilaire         | Bordeaux               |
| Floirac                       | Bordeaux               |
| Fontet                        | Langon                 |
| Fossès-et-Baleyssac           | Langon                 |
| Francs                        | Libourne               |
| Frontenac                     | Langon                 |
| Gabarnac                      | Langon                 |
| Gaillan-en-Médoc              | Lesparre               |
| Gajac                         | Langon                 |
| Gauriac                       | Blaye                  |
| Gardegan-et-Tourtirac         | Libourne               |
| Générac                       | Blaye                  |
| Gironde-sur-Dropt             | Langon                 |
| Goualade                      | Langon                 |
| Gradignan                     | Bordeaux               |
| Haux                          | Bordeaux               |
| Hourtin                       | Lesparre               |
| Illats                        | Langon                 |
| Labarde                       | Lesparre               |
| Ladaux                        | Langon                 |
| Lados                         | Langon                 |
| Lamothe-Landerron             | Langon                 |
| Landerrouet-sur-Ségur         | Langon                 |
| Landiras                      | Langon                 |
| Langoiran                     | Langon                 |
| Langon                        | Langon                 |
| Lansac                        | Blaye                  |
| Lartigue                      | Langon                 |
| Latresne                      | Bordeaux               |
| Lège-Cap-Ferret               | Arcachon               |
| Léogeats                      | Langon                 |
| Léognan                       | Bordeaux               |
| Lesparre-Médoc                | Lesparre               |
| Lestiac-sur-Garonne           | Langon                 |
| Lignan-de-Bordeaux            | Bordeaux               |
| Listrac-de-Durèze             | Langon                 |
| Listrac-Médoc                 | Lesparre               |
| Lormont                       | Bordeaux               |
| Loubens                       | Langon                 |
| Loupiac                       | Langon                 |
| Loupiac-de-la-Réole           | Langon                 |
| Lucmau                        | Langon                 |
| Ludon-Médoc                   | Bordeaux               |
| Lugasson                      | Langon                 |
| Lugos                         | Arcachon               |
| Lussac                        | Libourne               |
| Macau                         | Bordeaux               |
| Marcenais                     | Blaye                  |
| Marcillac                     | Blaye                  |
| Margaux                       | Lesparre               |
| Marimbault                    | Langon                 |
| Martillac                     | Bordeaux               |
| Martres                       | Langon                 |
| Masseilles                    | Langon                 |
| Massugas                      | Langon                 |
| Mauriac                       | Langon                 |
| Mazères                       | Langon                 |
| Mazion                        | Blaye                  |
| Mérignac                      | Bordeaux               |
| Mombrier                      | Blaye                  |
| Mongauzy                      | Langon                 |
| Monprimblanc                  | Langon                 |
| Monségur                      | Langon                 |
| Montignac                     | Langon                 |
| Moulis-en-Médoc               | Lesparre               |
| Mourens                       | Langon                 |
| Le Nizan                      | Langon                 |
| Noaillac                      | Langon                 |
| Noaillan                      | Langon                 |
| Origne                        | Langon                 |
| Paillet                       | Langon                 |
| Parempuyre                    | Bordeaux               |
| Pauillac                      | Lesparre               |
| Pellegrue                     | Langon                 |
| Pessac                        | Bordeaux               |
| Peujard                       | Blaye                  |
| Le Pian-Médoc                 | Bordeaux               |
| Le Pian-sur-Garonne           | Langon                 |
| Plassac                       | Blaye                  |
| Pleine-Selve                  | Blaye                  |
| Podensac                      | Langon                 |
| Pompéjac                      | Langon                 |
| Pondaurat                     | Langon                 |
| Portets                       | Langon                 |
| Le Pout                       | Bordeaux               |
| Préchac                       | Langon                 |
| Preignac                      | Langon                 |
| Prignac-et-Marcamps           | Blaye                  |
| Pugnac                        | Blaye                  |
| Pujols-sur-Ciron              | Langon                 |
| Quinsac                       | Bordeaux               |
| La Réole                      | Langon                 |
| Rimons                        | Langon                 |
| Rions                         | Langon                 |
| Roaillan                      | Langon                 |
| Romagne                       | Langon                 |
| Roquebrune                    | Langon                 |
| Ruch                          | Langon                 |
| Sadirac                       | Bordeaux               |
| Saint-André-de-Cubzac         | Blaye                  |
| Saint-Aubin-de-Médoc          | Bordeaux               |
| Saint-Caprais-de-Bordeaux     | Bordeaux               |
| Saint-Christoly-de-Blaye      | Blaye                  |
| Saint-Christoly-Médoc         | Lesparre               |
| Saint-Ciers-de-Canesse        | Blaye                  |
| Saint-Estèphe                 | Lesparre               |
| Saint-Exupéry                 | Langon                 |
| Saint-Félix-de-Foncaude       | Langon                 |
| Saint-Ferme                   | Langon                 |
| Saint-Genès-de-Lombaud        | Bordeaux               |
| Saint-Genis-du-Bois           | Langon                 |
| Saint-Germain-d'Esteuil       | Lesparre               |
| Saint-Gervais                 | Blaye                  |
| Saint-Hilaire-de-la-Noaille   | Langon                 |
| Saint-Hilaire-du-Bois         | Langon                 |
| Saint-Julien-Beychevelle      | Lesparre               |
| Saint-Laurent-d'Arce          | Blaye                  |
| Saint-Laurent-Médoc           | Lesparre               |
| Saint-Léger-de-Balson         | Langon                 |
| Saint-Léon                    | Bordeaux               |
| Saint-Loubès                  | Bordeaux               |
| Saint-Louis-de-Montferrand    | Bordeaux               |
| Saint-Macaire                 | Langon                 |
| Saint-Maixant                 | Langon                 |
| Saint-Martial                 | Langon                 |
| Saint-Martin-de-Sescas        | Langon                 |
| Saint-Martin-Lacaussade       | Blaye                  |
| Saint-Michel-de-Lapujade      | Langon                 |
| Saint-Michel-de-Rieufret      | Langon                 |
| Saint-Médard-d'Eyrans         | Bordeaux               |
| Saint-Médard-en-Jalles        | Bordeaux               |
| Saint-Morillon                | Bordeaux               |
| Saint-Palais                  | Blaye                  |
| Saint-Pardon-de-Conques       | Langon                 |
| Saint-Pierre-de-Bat           | Langon                 |
| Saint-Sauveur                 | Lesparre               |
| Saint-Seurin-de-Cursac        | Blaye                  |
| Saint-Sulpice-de-Guilleragues | Langon                 |
| Saint-Sulpice-et-Cameyrac     | Bordeaux               |
| Saint-Symphorien              | Langon                 |
| Saint-Vincent-de-Paul         | Bordeaux               |
| Saint-Vivien-de-Blaye         | Blaye                  |
| Saint-Vivien-de-Médoc         | Lesparre               |
| Saint-Vivien-de-Monségur      | Langon                 |
| Saint-Yzans-de-Médoc          | Lesparre               |
| Sainte-Croix-du-Mont          | Langon                 |
| Sainte-Radegonde              | Libourne               |
| Salignac                      | Blaye                  |
| Sallebœuf                     | Bordeaux               |
| Samonac                       | Blaye                  |
| Saucats                       | Bordeaux               |
| Sauternes                     | Langon                 |
| La Sauve                      | Bordeaux               |
| Sauveterre-de-Guyenne         | Langon                 |
| Sigalens                      | Langon                 |
| Soulac-sur-Mer                | Lesparre               |
| Soulignac                     | Langon                 |
| Le Taillan-Médoc              | Bordeaux               |
| Talence                       | Bordeaux               |
| Targon                        | Langon                 |
| Tauriac                       | Blaye                  |
| Le Teich                      | Arcachon               |
| La Teste-de-Buch              | Arcachon               |
| Le Tourne                     | Bordeaux               |
| Tresses                       | Bordeaux               |
| Uzeste                        | Langon                 |
| Verdelais                     | Langon                 |
| Le Verdon-sur-Mer             | Lesparre               |
| Vertheuil                     | Lesparre               |
| Villandraut                   | Langon                 |
| Villenave-d'Ornon             | Bordeaux               |
| Virelade                      | Langon                 |